# C/1966 P2 Barbon
El cometa Barbon, oficialmente designado C/1966 P2 Barbon, posee un período extremadamente largo, por lo que se ha clasificado como no periódico.

## Descubrimiento
Fue descubierto como un objeto de novena magnitud aparente el 15 de agosto de 1966 por Roberto Barbon con la cámara de Schmidt Samuel Oschin de 1.22 metros de diámetro del Observatorio Palomar (código 675), ubicado en California (Estados Unidos). El cometa sería avistado independientemente por el astrónomo Alan Thomas.

## Designación y nombre
Se designó inicialmente como C/1966 P2. Más adelante fue nombrado en honor a su descubridor, el astrónomo italiano Roberto Barbon (n. 1938).

## Características orbitales
Barbon orbita a una distancia media del Sol de 1111,0434 ua, pudiendo acercarse hasta 2,0187 ua y alejarse hasta 2220,0681 ua. Tiene una excentricidad de 0,9981 y una inclinación orbital de 28,7058° grados. Al no ser periódico, no es posible determinar el tiempo que emplea en completar una órbita alrededor del Sol.